# Milano Marittima
Milano Marittima (freie deutsche Übersetzung: Mailand am Meer) ist eine Fraktion der italienischen Gemeinde (comune) Cervia in der Provinz Ravenna, Region Emilia-Romagna. Der beliebte Badeort entstand ab 1911 und lebt hauptsächlich vom Tourismus.

## Entstehung und Entwicklung von Milano Marittima
Die Geburt und die Entwicklung von Milano Marittima gehen auf die frühen Jahre des 20. Jahrhunderts zurück, als Cervia noch eine kleine Stadt mit 9000 Einwohnern war und auf einer rückständigen Wirtschaft basierte. Sie war im großen Ausmaß an die Salzproduktion, an die Landwirtschaft und an die Fischerei gebunden, und der Großteil ihrer Einwohner hatte mit Analphabetismus und Arbeitslosigkeit zu kämpfen.
In den letzten 20 Jahren des 19. Jahrhunderts aber hatte schon eine erste Pionierphase einer touristischen Entwicklung begonnen, begünstigt durch eine Verbesserung der hygienisch-sanitären Konditionen eines Territoriums, dem man noch die Malaria zuschrieb und auch durch den Bau einer Bahnverbindung; 1884 zuerst nur die Strecke Ravenna – Cervia, dann 1889 Ferrara – Ravenna – Rimini.
1882 entstand die erste Badeanstalt, sodass Cervia zu einem Badeort wurde. 1907 wurde eine Konvention zwischen der Gemeindeverwaltung von Cervia und den Maffei, einer der wichtigsten Mailänder Bürgerfamilien geschlossen – ein Vertrag, nach dem die Gemeinde Cervias der lombardischen Gesellschaft ein großes Gebiet von Küstenflächen zur Verfügung stellte, mit der Auflage für den Konzessionär, darauf Villen, Parks und Gärten zu bauen, um so einen neuen Badeort zu schaffen. Dieser Badeort wurde Milano Marittima genannt, ein Name, der die enge Verbindung zum Mailänder Ambiente nur allzu gut ausdrückt.
Auf den 1. Juni 1911 geht die Gründung der Società Milano Marittima per lo sviluppo della spiaggia di Cervia zurück, einer Gesellschaft, die sich um die Entwicklung der Strandes bemüht und deren Mitglieder der Kommandeur Napoleone Tempini, Aldo Tagliazucchi, der Senator Giovanni Facheris, der Anwalt Alberto Rendenti, Felice Bianchi, Giuseppe Galli und der Maler und Plakatmaler Giuseppe Palanti.
Gerade Giuseppe Palanti übernahm in jener Zeit die Theorien einer Gartenstadt von Ebenezer Howard. Es handelt sich dabei um ein sehr ausgefallenes Stadtprojekt, das die Entwicklung einer neuen Stadt zeichnete, deren Touristenwohnungen sich optimal in die sie umgebende Natur einfügen sollten. Es handelte sich um eine moderne Stadt, in der die mittlere lombardische Bürgerschicht ihre Ferien verbrachte; komplett aufgebaut auf einer Serie kleiner, in den üppigen Pinienwald eingebetteter Villen.
Hierbei muss auch Palantis Haus erwähnt werden, eine der ersten errichteten Villen, die man noch heute in der Via 2 Giugno (Ecke Via Toti) bewundern kann. Es begann also eine bemerkenswerte städtische Entwicklung, die trotz der Unterbrechung durch den Ersten Weltkrieg, immer augenscheinlicher weiterging.
Am 20. Oktober 1927 wurde Cervia durch das Ermächtigungsgesetz des Ministeriums, als Kur- und touristischer Ferienort anerkannt, dank des Beitrags durch die neue Lokalität Milano Marittima. So setzte man ab diesem Jahr nicht nur den Bau von Villen im Pinienwald fort, sondern man begann auch die ersten Hotels, Ferienzentren und Restaurantbetriebe zu konstruieren.
Die touristische Entwicklung intensivierte sich in den 1930er Jahren, um dann erneut, diesmal durch den Zweiten Weltkrieg, unterbrochen zu werden. Nach dem Krieg ging sie jedoch weiter und ließ die Lokalität zu einem der renommiertesten Badezentren Italiens werden.